# 向孝书
向孝书（1925年—2004年8月16日），男，山东荣成人，中国人民解放军将领、中国人民解放军中将。曾任旅大警备区司令员。

## 生平
1988年，授予中国人民解放军中将。